# Augusta Candiani
Augusta Candiani (Milão, 3 de abril de 1820; Rio de Janeiro, 28 de fevereiro de 1890) foi uma cantora lírica italiana que se apresentou com grande sucesso nos palcos brasileiros, especialmente nos do Rio de Janeiro, então cidade da corte. Seu nome de batismo era Carlotta Augusta Angeolina Candiani.

## Biografia
Foi prima-dona da Companhia Italiana de Ópera, estreando no Teatro São Pedro de Alcantara na primeira montagem da Norma.
Em 1866 visitou a cidade de Macaé (RJ), como estrela da Companhia Cabral, inaugurando o famoso prédio histórico, hoje conhecido como Palácio dos Urubus, pertencente ao abastado comendador Manuel Pinto Ribeiro de Castro, neto da Viscondessa de Muriahé. Também em Macaé fez a primeira apresentação profissional no palco do Teatro Santa Isabel e participou de bailes de carnaval no Paço da Câmara Municipal.
Tinha entre seus fãs ilustres o escritor Joaquim Maria Machado de Assis e o Imperador Dom Pedro II, que batizou uma de suas filhas.
Morreu esquecida no subúrbio carioca de Santa Cruz.